# Chip ’n Dale Rescue Rangers
Disney’s Chip ’n Dale Rescue Rangers (яп. チップとデールの大作戦 Типу то Дэ:ру но Даисакусэн, Миссия Чипа и Дейла) — видеоигра по мотивам мультсериала «Чип и Дейл спешат на помощь», выпущенная Capcom для консоли NES/Famicom в 1990 году, 8 июня в США и Японии, а 12 декабря в Европе/
Игра имела коммерческий успех и разошлась тиражом в 1,2 миллиона копий по всему миру, став четвёртой самой продаваемой игрой компании Capcom для NES.
Игра была переиздана в апреле 2017 года в составе сборника The Disney Afternoon Collection, вышедшего на Windows, PlayStation 4 и Xbox One.

## Сюжет и геймплей

Первый игровой уровень

Чип или Дейл (или оба сразу в режиме совместной игры двух игроков), спасатели-бурундуки, начинают спасательную операцию, цель которой — найти потерявшегося котёнка, и в ходе поисков обнаруживают себя вовлечёнными в интригу, подготовленную котом Толстопузом. Пытаясь вернуть похищенную им Гайку, Чип и Дейл заодно рушат его планы.
Игра выполнена в жанре платформера с боковым (на некоторых уровнях вертикальным) скроллингом. Основным оружием бурундуков являются переносимые предметы, распределённые по игровым уровням: ящики, яблоки, гайки, брёвна и бомбы. Ящики могут содержать в себе различные бонусы, также их можно использовать как укрытие (но, в отличие от гаек, они ломаются при первом же удачном броске в противника). Во время игры вдвоём бурундучки могут переносить друг друга (обычно эта возможность используется, чтобы один игрок мог закинуть второго в секретное или труднодоступное место).
Враги в игре разнообразны, каждый уровень характеризуется своим набором противников. Встречаются персонажи из мультсериала как в роли злодеев (механические собаки, инопланетяне, способные менять облик и т. д.), так и в роли неигровых персонажей (Рокки помогает преодолеть стены на бонусных уровнях, Вжик выполняет роль телохранителя, нейтрализуя всех противников, находящихся на экране). Игрокам также необходимо избегать различные препятствия и ловушки, такие как электрические разряды, гидравлические прессы, канцелярские кнопки и т. п.
В конце большинства уровней игрока ожидает бой с промежуточным боссом, в финале игры состоится поединок с самим Толстопузом.

## Сиквелы
В 1993 году Capcom выпустила продолжение игры — Chip 'n Dale: Rescue Rangers 2. Сиквел отличался существенно улучшенной графикой и дизайном уровней и персонажей, при этом геймплей претерпел весьма незначительные изменения.

## Оценки и критика
| Иноязычные издания            | Иноязычные издания |
| Издание                       | Оценка             |
| ----------------------------- | ------------------ |
| EGM                           | 7,75 / 10          |
| Nintendo Power                | 4 / 5              |
| Mean Machines                 | 88 %               |
| Total!                        | 81 %               |
| Русскоязычные издания         |                    |
| Издание                       | Оценка             |
| Энциклопедия игр Dendy        | [ 7 ]              |
| «Коллекция „Крутого Геймера“» | [ 8 ]              |

Константин Говорун из «Страны игр» в ретроспективном обзоре заметил что игра кардинально отличается от многих «подражаний» серии игр Super Mario Bros., и назвал её классикой жанра с изобилием «оригинальных находок», которая «идеально передаёт атмосферу мультсериала».
В 1997 году журнал Nintendo Power поместил игру на 97 место в своём списке 100 самых лучших игр, выпущенных для NES.

### Публикации
- Chip and Dale Rescue Ranger // Энциклопедия лучших игр для Dendy, выпуск второй. — СПб.: «Нева-Визит», 2002. — С. 61–76. — 208 с. — ISBN 5-93603-065-2.